# 1817 a tudományban
Az 1817. év a tudományban és a technikában.

## Kémia
- Johan August Arfwedson svéd kémikus felfedezi a lítiumot

## Publikációk
- James Parkinson An Essay on the Shaking Palsy című tanulmánya. Ebben elsőként írta le a „reszkető bénulást” („paralysis agitans”), azt az állapotot, amelyet később Jean-Martin Charcot Parkinson-kórnak nevezett el

## Születések
- január 29. – William Ferrel amerikai meteorológus, az elméleti meteorológia egyik megalapozója († 1891)
- február 3. – Achille Delesse francia mineralógus és geológus († 1881)
- március 5. – Austen Henry Layard angol utazó, régész, művészettörténész, jogász, gyűjtő († 1894)
- június 30. – Joseph Dalton Hooker brit felfedező, botanikus († 1911)
- október 30. – Hermann Kopp német kémikus († 1892)
- november 6. – Gustav Karl Wilhelm Hermann Karsten német botanikus, geológus és utazó († 1908)

## Halálozások
- január 1. – Martin Heinrich Klaproth kémikus (* 1743)
- április 12. – Charles Messier francia csillagász. Pierre Méchain francia csillagásszal együtt az üstökösök és a mélyégobjektumok korai tanulmányozásának jelentős képviselője; a Messier-katalógus névadója (* 1730)
- június 11. – William Gregor brit mineralógus, a titán felfedezője (* 1761)
- június 30. – Abraham Gottlob Werner mineralógus, geológus, „az ásványtan atyja”[1] (* 1749)
- október 15. –Johann Ludwig Burckhardt utazó, geográfus, orientalista  (* 1784)
- október 26. – Nikolaus Joseph von Jacquin osztrák természettudós, a Selmeci Akadémia és a Bécsi Egyetem professzora (* 1727)
- december 13. – Kitaibel Pál magyar botanikus és kémikus. Gyűjtötte és leírta Magyarország növényeit, kőzeteit és ásványvizeit. Kora természettudományainak szinte minden ágában dolgozott (* 1757)